# Герб комуни Єнчепінг
Герб комуни Єнчепінг (швед. Jönköpings kommunvapen) — символ шведської адміністративно-територіальної одиниці місцевого самоврядування комуни Єнчепінг. 

## Історія
Від XIV століття Єнчепінг використовувало герб із зображенням замку. Символ відомий з печатки 1370-х років. Оскільки ця печатка частково пошкоджена, то за взірець для сучасного герба взято пізнішу печатку з документу за 1445 рік. 

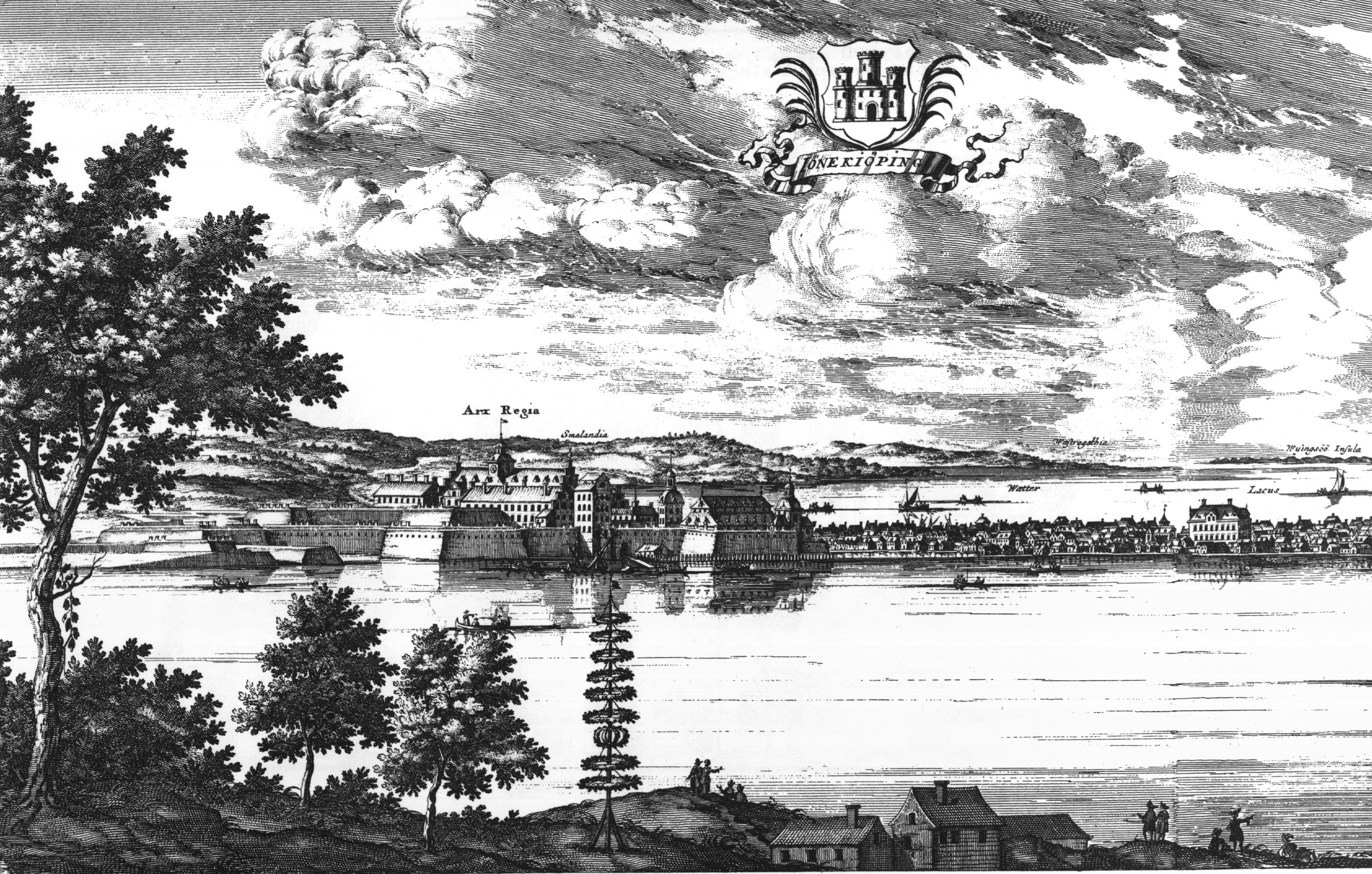
Герб на гравюрі з панорамою міста Єнчепінг (близько 1700 р.)

Отримав королівське затвердження 1935 року.    
Після адміністративно-територіальної реформи, проведеної в Швеції на початку 1970-х років, муніципальні герби стали використовуватися лишень комунами. Цей герб був 1971 року перебраний для нової комуни Єнчепінг.
Герб комуни офіційно зареєстровано 1974 року.
Герби давніших адміністративних утворень, що увійшли до складу комуни, більше не використовуються.

Герб міста Ґренна (1940–1970)
Герб міста Гускварна (1911–1970)
Герб чепінга Норрагаммар (1947–1970)

## Опис (блазон)
У червоному полі з синьої хвилястої основи виходить срібна фортеця з трьома вежами і чорними бійницями та воротами зі срібною напівпіднятою решіткою.

## Зміст
Сюжет герба походить з міської печатки 1445 року. Фортеця з вежами підкреслює стратегічне значення міста.      